# Axel Lindman (1903–1987)
Alex (Axel) Gösta Lindman, född 20 februari 1903 i Malmö Sankt Pauli församling, Malmö, död 21 juni 1987 i Kungsholms församling, Stockholm, var en svensk målare.
Han var son till överkonstapeln Herman Lindman och Augusta Emilia Olausson och från 1930 gift med Ruth Astrid Blom. Lindman studerade vid Skånska målarskolan i Malmö 1937 och under studieresor till Norge, Skottland, Nederländerna och Frankrike. Separat ställde han ut i Trelleborg och Malmö och han medverkade i samlingsutställningar med Skånes konstförening och Helsingborgs konstförening. Hans konst består av skogs- och gatumotiv, hamnar, fartyg, strandpartier och små eleganta studier från den franska landsbygden, Gotland och Italien samt en återgivning av vattenvägarna till Stockholm. Lindman är representerad vid Trelleborgs museum. Makarna Lindman är begravda på Grangärde kyrkogård. Teckningsläraren Gerd Nilsson var deras dotter.